# عنز (السويداء)
تقع قرية عنز جنوب محافظة السويداء وتبعد عن مدينة صلخد 12كم ويبلغ عدد سكانها نحو 3500 نسمة وتمثل مركز استقطاب للباحثين في تاريخ وحضارة المنطقة.
وتعود التسمية حسب ترجمة بعثة (بتلر) التي زارتها عام 1900 ميلادي إلى بركة كبيرة تسمى العنزاوي وتعني أيضاً (ملكة الشمس) وتضم القرية الكثير من المعالم الأثرية والأوابد التاريخية والدينية إضافة إلى مضافة ذات نقوش وتحف نقلت حجارتها من أماكن مختلفة.